# Jonah Sharp
Jonah Sharp, noto anche con lo pseudonimo di Spacetime Continuum (Londra, ...), è un compositore e disc jockey britannico.

## Biografia
Dopo aver intrapreso una carriera da batterista jazz nella città di Londra, si trasferì a San Francisco. Durante gli anni novanta, pubblico alcuni album per l'etichetta Astralwerks. Il primo fra questi, Alien Dreamtime, uscito nel 1993, presenta una registrazione della voce dell'etnobotanico e scrittore Terence McKenna che accompagna la musica di Sharp. I suoi album successivi combinano fra loro musica elettronica e sperimentale, riferimenti di musica jazz, e strutture ritmiche elaborate.
Durante la propria carriera, Sharp ha collaborato con Tetsu Inoue, Bill Laswell, Mixmaster Morris, Pete Namlook, i Plaid, e David Mouflang, remissato brani di musicisti quali i Nine Inch Nails, Meat Beat Manifesto, Susumu Yokota e Matthew Herbert, e prodotto brani di autori come Ursula Rucker.

## Discografia (solo album in studio)[1]

### Attribuiti a Spacetime Continuum
- Fluresence E.P. (1993)
- Alien Dreamtime (1993) (con Terence McKenna)
- Sea Biscuit (1994)
- Emit Ecaps (1996)
- rEmit rEcaps (1996)
- Real Time (1997)
- Double Fine Zone (1999)

### Collaborazioni e altri progetti
- Alien Community (1993) (con Pete Namlook ed attribuito ad Alien Community)
- Alien Community 2 (1994) (con Pete Namlook ed attribuito ad Alien Community)
- Wechselspannung (1994) (con Pete Namlook ed attribuito a Wechselspannung)
- Wechselspannung 2 (1994) (con Pete Namlook ed attribuito a Wechselspannung)
- Electro Harmonix (1994) (con Tetsu Inoue ed attribuito ad Electro Harmonix)
- Visitations (1994) (con Bill Laswell)
- Reagenz (1995) (con David Moufang)
- Instant Replay (1997) (con Tetsu Inoue)
- Quiet Logic (1998) (con Mixmaster Morris)
- Playtime (2009) (con David Mouflang)
- Strange Attractor (data di pubblicazione sconosciuta) (attribuito a Strange Attractor)